# Terry Pratchett Portfolio
Terry Pratchett Portfolio je ilustrovaná publikace, v níže je uvedeno představení některých hlavních i vedlejších hrdinů zeměplošské série. Terry Pratchett v Portfoliu spojil síly s ilustrátorem Paulem Kidbym. Ve Velké Británii vyšlo v roce 1996, v Česku pak v překladu Jana Kantůrka v roce 1998 v nakladatelství Talpress. Formát je větší než u klasické knihy (cca A4). Počet stran je 32, kniha je v měkké vazbě.

## Obsah
Publikace není klasickou novelou, jedná se o doplněk k sérii o Zeměploše. Terry Pratchett zde představuje postavy svých knih. Používá krátké, vtipné popisy, které doplňují ilustrace jeho dvorního ilustrátora Paula Kidbyho. Ten zde zapojil naplno svou fantasii a dal tak mnoha oblíbeným hrdinům podobu. Mezi nejznámější vyobrazené postavy patří Mrakoplaš (i se Zavazadlem), Smrť, Samuel Elánius a jeho kolegové z hlídky, i čarodějky Bábi Zlopočasná se stařenkou Oggovou. Lze se ale setkat i s mnoha jinými, (ne)obyčejnými postavami ze světa Zeměplochy.